# Ricola
Ricola est une marque commerciale de confiseries fabriquées par l'entreprise Ricola AG, société de l'industrie agroalimentaire située à Laufon (en allemand : Laufen), dans le canton de Bâle-Campagne, en Suisse.

## Histoire

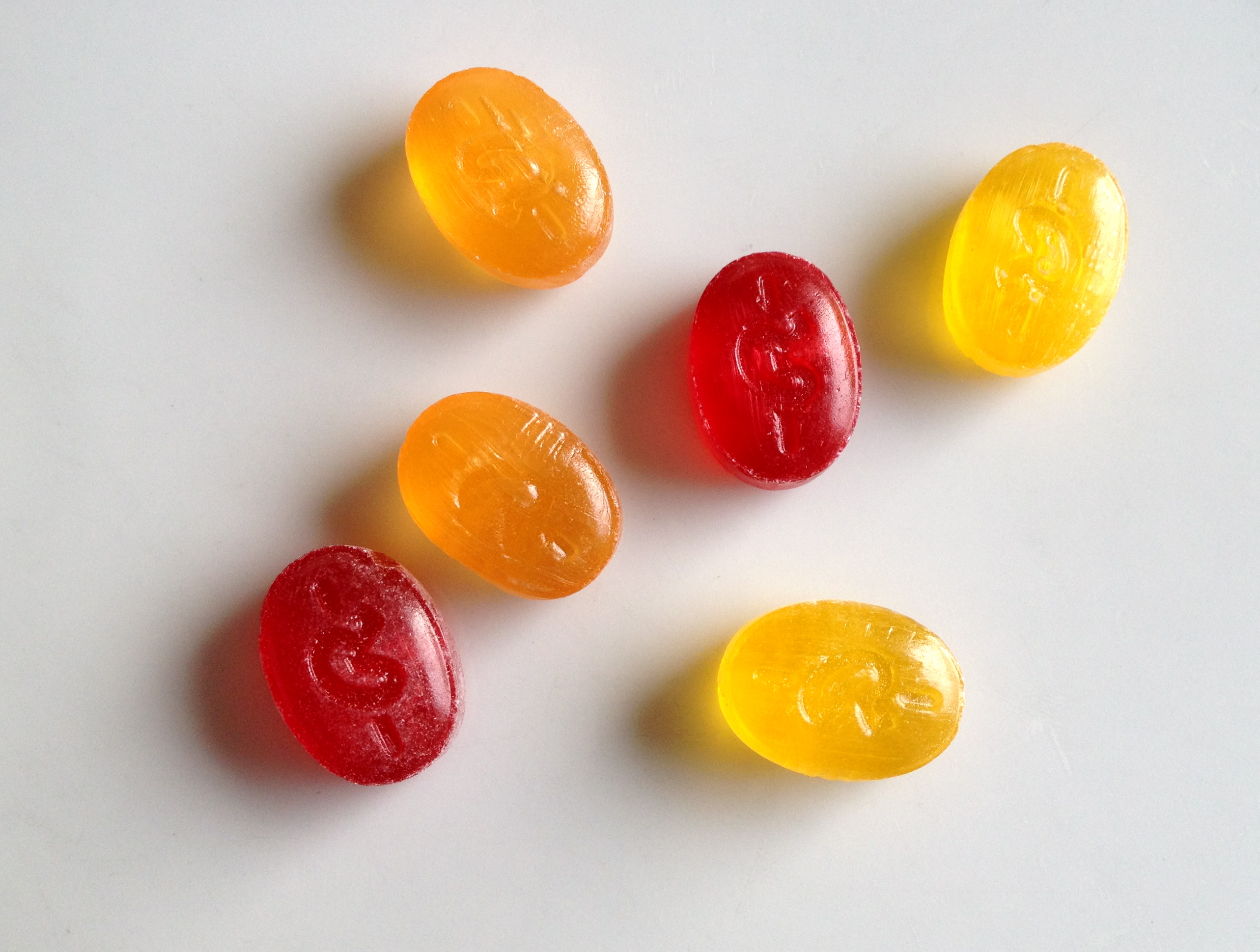
Bonbons Ricola.

En 1924, Emil Richterich achète une boulangerie à Laufon. Parmi la centaine de spécialités fabriquées dans ce commerce figure la « boule à cinq », une sucrerie au goût de caramel. À titre personnel, il reste intéressé par les plantes qu'il étudie et rassemble, afin de créer une confiserie qui calmerait la toux. Six ans plus tard, l’entrepreneur fonde la fabrique de confiserie « RIchterich & CO. LAufen » ; il va connaitre le succès. Mais ce succès attise les convoitises et il se voit concurrencé dans son village par un homonyme ; Emil Richterich doit se différencier, il renomme l'entreprise :  La raison sociale donne l’acronyme RICOLA.
En 1940, il mélange treize extraits d'herbe pour créer la recette du « sucre aux herbes » Ricola qu'il met dans une pastille carrée. Ces pastilles sont alors commercialisées dans des petits sachets souples.
À partir de 1962, Ricola commence à exporter ses produits, d'abord en Allemagne où les ventes sont importantes dès la première année. Emil Richterich transmet la responsabilité de l’entreprise à son fils Hans Peter et son frère Alfred. La confiserie est transformée en société anonyme. La France devient un nouveau marché pour la marque. Le sachet est abandonné au profit de petites boites.
En 1976, Ricola lance le premier bonbon aux extraits d'herbe sans sucre.
En 1991, avec Felix Richterich, la troisième génération est à la tête de l’entreprise. Ce dernier souhaite répandre l'image de Ricola par la publicité ; il opte pour l'usage des clichés de la Suisse : montagnes, neige, colline bucoliques, chalets et costumes traditionnels, le tout avec le cri « Riiicolaaa » ponctuant la fin qui devient la signature des publicités de la marque durant des décennies.
En 1992, Ricola achète à Nestlé le fabricant de confiserie Disch (bonbons Mocken et Sportmint) situé à Othmarsingen qu'elle cède en 2001.
En 2005, l’entreprise confie au bureau d’architectes Herzog & de Meuron, à Bâle, la construction d’un nouveau centre de conditionnement à Brunstatt, en Alsace et la construction d’un centre de marketing à Laufon. L'année suivante, l'usine ultra-moderne voit le jour. En 2014, la nouvelle Maison des Plantes, qui sert au traitement des plantes, est mise en service au même endroit. Les architectes de cette maison sont Herzog & de Meuron.
L'entreprise ouvre sa première boutique Ricola à Paris en 2022. Puis en mars 2023, une boutique aventure suit à Laufon en Suisse.
En 2023, Ricola et IP-SUISSE concluent un partenariat à long terme pour la culture durable de betteraves sucrières. En décembre 2023, l'entreprise est certifiée B-Corp.

## Recette
La recette des bonbons Ricola est conservée dans un coffre. En 1940, le fondateur de l’entreprise a mélangé treize extraits d'herbes aussi diverses que l’achillée millefeuille, l’alchémille, la guimauve, le marrube, la mauve, la menthe poivrée, la pimprenelle, le plantain, la primevère, la sauge, le fleur de sureau, le thym et la véronique.
Aujourd'hui, Ricola AG achète des herbes « bio », cultivées sans herbicide, pesticide ou fongicide, ni engrais chimique.
L’entreprise achète et conditionne également des infusions instantanées portant la même marque.
En Suisse, les bonbons Ricola sont approuvés par Swissmedic en tant que médicament de classe E (vente sans ordonnance médicale dans tous les commerces sans conseil d'un professionnel).

## La société
En 2019, son chiffre d’affaires s’est élevé à 339,3 millions de francs suisses. L’entreprise emploie 500 salariés. Les fabrications sont exportées dans 45 pays. Pionnier de l’utilisation des herbes en Suisse, la société Ricola AG est liée par des contrats d'achat avec 200 agriculteurs représentant 71 hectares dévolus à la culture de plantes aromatiques. L'entreprise a son siège, sa production et ses bureaux à Laufon le village d'origine où 140 tonnes de bonbons sont fabriqués quotidiennement pour une soixantaine de références au total.
En 2022, les États-Unis sont son premier marché, et le second est la France, où l'entreprise fait un chiffre d'affaires de un milliard, chiffre en progression dans les années 2020.

## Dans la culture populaire
La marque Ricola apparaît dans le film À vos marques, prêts, Charlie !, sous forme d'un bonbon consommé par une recrue alors que celle d'à côté mange des space cakes.
On voit la publicité dans le vingt-et-unième épisode de la saison 29 (L'échelle de Flanders) des Simpson. Une cassette contient une publicité pour les confiseries Ricola. Homer et Marge, qui aiment cette vidéo, la parodient alors, Homer imitant le cor des Alpes.